# Albert de Jong

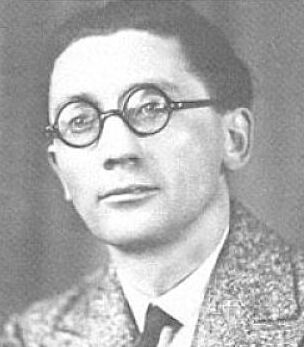
Albert Andries de Jong

Albert Andries de Jong, (Amsterdam, 29 april 1891 - Heemstede, 27 juli 1970), was een Nederlandse propagandist, schrijver, anti-militarist, onderwijzer en anarchist. 
Als jongste van tien kinderen, van wie er slechts vier volwassen werden, groeide De Jong op in een arbeidersgezin. Zijn vader, Gerhardus de Jong, was vuilnisman, bakker en nachtwaker. Zijn moeder, Akke van der Eems, was een volgeling van de Nederlandse anarchist Ferdinand Domela Nieuwenhuis.
Van 1905 tot 1909 studeerde De Jong aan de Rijkskweekschool in Haarlem en was actief in de Kweekelingen Geheelonthoudersbond (KGOB). Na zijn opleiding werkte hij als onderwijzer aan onder andere de Humanitaire School van Jacob van Rees in Blaricum. In 1916 werd hij in Amsterdam ontslagen als onderwijzer, omdat hij ongehuwd met een vrouw samenwoonde. Na zijn vrijlating werkte hij als stenograaf. Albert Andries de Jong leefde tweemaal in een vrij huwelijk. Met zijn eerste vrouw met Alida van der Velde kreeg hij een dochter. Zijn tweede vrouw was Elizabeth Cohen, anarchist als hijzelf en joods. Ze moest onderduiken tijdens de Tweede Wereldoorlog. Zij kregen twee zonen. 

## Anarchist en anti-militarist
Tussen 1915 en 1940 was hij actief in de Nederlandse libertarische beweging als spreker, organisator en redacteur. Hiervoor publiceerde hij onder meer 40 brochures en pamfletten.  Als redacteur werkte De Jong met tussenpozen van 1922 tot 1932 voor de tijdschriften De Wapens Neder van het Internationale Anti-militaristische Verbond (IAMV). Ook voor De Vrije Samenleving van Sociaal Anarchist (SAV), samen met Bart de Ligt en Hendrik Ebo Kaspers. Van 1927 tot 1934 werkte hij voor de Persdienst van de Internationale anti-militaristische Commissie (IAC), samen met Helmut Rüdiger, Augustin Souchy en Arthur Lehning. In de jaren 1933-1940 was hij redacteur van De Syndicalist (Nederlandsch Syndicalistisch Vakverbond, NSV). 
Ook schreef hij biografieën van Domela Nieuwenhuis en Fritz Brupbacher. Van 1915 tot 1923 was hij penningmeester van het in 1914 opgerichte Ferdinand Domelafonds, dat financiële steun verstrekte aan het gezin van Ferdinand Domela Nieuwenhuis.

## Organisator en propagandist
Voor het derde Internationale Anti-militaristische Congres (IAC) in Den Haag in 1921, werkte hij als organisator. Hij reisde hiervoor illegaal naar Parijs en Berlijn om voorbereidingen te treffen. In Den Haag was hij tot 1937 actief voor het Internationale Anti-militaristische Bureau (IAMB). Als vertegenwoordiger van de ILC woonde hij al de congressen bij van de IAA. Bart de Ligt en De Jong georganiseerd en ondersteund gewetensbezwaarden. Ze werden in 1921 aangeklaagd vanwege het doen van "een oproep tot opstand". De Jong werd veroordeeld tot 29 dagen gevangenisstraf.
In 1933 hielp hij Gerhard Wartenberg vluchten om aan vervolging door de nazi's te ontkomen. Voor de joden in Amsterdam organiseerde De Jong in samenwerking met de Nederlandse dienstweigeraar en hongerstaker Herman Groenendaal een protestmars tegen de gevangenisomstandigheden. Groenendaal werd gearresteerd, De Jong wist te ontsnappen en dook onder.
In mei 1940 werd hij door de Nederlandse overheid gedetineerd. Tijdens de bezetting moest hij na illegale hulp aan joden onderduiken. 
In 1946 was hij redacteur van het tijdschrift Socialisme van onderop! en van 1960 tot 1964 van Buiten de perken. In dit magazine publiceerde hij Fragmenten van mijn leven (augustus 1961 - juli 1964). Na de oorlog gaf hij onder andere een gestencild tijdschriftje uit, de
Anarchosyndicalistische Persdienst (ASP). De Nederlandse kunstenaar en anarchist Chris Lebeau schetste een portret van De Jong.